# یاسمین حمدی
یاسمین حمدی بایومی آتیا (به انگلیسی: Yassmin Hamdy Bayoumy Attia؛ متولد: ۴ نوامبر ۱۹۹۳) یک کاراته‌کای مصری است که در کومیته ۵۵ کیلوگرم رقابت می‌کند. وی در مسابقات کاراته قهرمانی جهان طی سالهای ۲۰۱۶–۲۰۱۲ سه مدال به دست آورد، از جمله یک مدال طلای تیمی در سال ۲۰۱۴ و یک مدال برنز انفرادی در سال ۲۰۱۲. وی همچنین در بازی‌های جهانی ۲۰۱۳ موفق به کسب مدال برنز انفرادی شد.